# AB3 Bay 87
Bei den bayerischen AB3 Bay 87 handelte es sich um gebremste Abteilwagen für den allgemeinen Personenverkehr. Sie wurden ursprünglich als Zweiachser gebaut. Im Wagenstandsverzeichnis der Königlich Bayerischen Staatseisenbahnen (K.Bay.Sts.B.) von 1897 hatten sie die Blatt-Nr. 51, in dem von 1913 die Blatt-Nr. 58.

## Entwicklung
Mit dem größer werdenden Streckennetz einher ging der Bedarf an passenden Wagen für den Personenverkehr. So wurde ab 1879 eine neue Generation Abteilwagen der Gattungen A, AB und C beschafft, die im Gegensatz zur vorangegangenen Generation schon mit Aborten ausgerüstet waren. Zusätzlich wurde die seit 1872 in Bayern im Einsatz befindliche Seilbremse von Heberlein durch die durchgehende Druckluftbremse der Marke Westinghouse abgelöst.

## Beschaffung
In den Jahren 1886 und 1887 wurden insgesamt 80 Wagen der Gattung AB beschafft. Diese hatten ursprünglich nur zwei Achsen. Mit Einführung der Lenkachsen wurde eine quer verschiebbare Mittelachse eingefügt. Von den Wagen nach Blatt-Nr. 58 des Verzeichnisses von 1913 wurden insgesamt 22 Wagen beschafft. Sie waren neben einem hochgesetzten Bremserhaus zusätzlich als erste bayerische Reisezugwagen mit durchgehenden Druckluftbremsen der Bauart Westinghouse ausgestattet.

## Verbleib
Zwei Wagen wurden schon im Verzeichnis von 1913 nicht mehr aufgeführt. Weitere fünf Wagen sind im Rahmen der Fortschreibungen bis 1916 im Verzeichnis von 1913 handschriftlich als Abgang aufgeführt. Der Verbleib der übrigen Wagen ist ungeklärt.

## Konstruktive Merkmale

### Untergestell
Der Rahmen der Wagen war komplett aus Profileisen aufgebaut und genietet. Die äußeren Längsträger hatten U-Form mit nach außen gerichteten Flanschen. Die Querträger waren ebenfalls aus U-Profilen und nicht gekröpft. Als Zugeinrichtung hatten die Wagen Schraubenkupplungen nach VDEV. Die Zugstange war durchgehend und mittig gefedert. Als Stoßeinrichtung besaßen die Wagen geschlitzte Korbpuffer mit einer Einbaulänge von 650 mm, die Pufferteller hatten einen Durchmesser von 370 mm. Zur Aufnahme des hochgesetzten Bremserhauses ragte das Untergestell 330 mm über den Wagenkasten hinaus.

### Laufwerk
Die Wagen hatten genietete Fachwerkachshalter. Gelagert waren die Achsen in Gleitachslager. Die Räder hatten Speichenradkörper des bayerischen Typs 38. Wegen des langen Radstandes von 6.600 Millimetern kamen für die beiden Endachsen Lenkachsen des Typs A4 zum Einsatz. Die jeweils 2.000 Millimeter langen Tragfedern hatten an den Endachsen je 8 Blätter, bei der Mittelachse nur 6 Blätter. Der Querschnitt der Blätter betrug 95 × 13 Millimeter.
Neben einer Handspindelbremse, die vom hochgesetzten Bremserhaus aus bedient werden konnte, wurden auch Druckluftbremsen des Systems Westinghouse eingebaut. Ein Teil der Wagen erhielt zusätzlich auch noch Leitungen für Saugluftbremsen.

### Wagenkasten
Der Rahmen des insgesamt 8.900 mm langen Wagenkastens bestand aus einem hölzernen Ständerwerk. Dieses war außen mit Blechen und innen mit Holz verkleidet. Die Stöße der Bleche wurden durch Deckleisten abgedeckt. Das Dach war flach gerundet und über die Seitenwände hinausgezogen. Die Seitenwände waren im unteren Bereich leicht eingezogen. Die Wagen besaßen durchgehende seitliche Laufbretter und kurze Auftritte an den jeweiligen Abteiltüren. Das hochgesetzte Bremserhaus entsprach in seiner Bauart denen der B.O.B. und war beidseitig mit Aufstiegsleitern zugänglich.

### Ausstattung
Der Wagentyp führte sowohl die 1. als auch die 2. Klasse und hatte insgesamt 3 ½ Abteile. In der ursprünglich zweiachsigen Bauform gab es 8 Sitze der 1. Klasse und 14 Sitze der 2. Klasse (siehe Skizze aus dem Wagenstandsverzeichnis von 1888). Schon im Verzeichnis von 1891 waren die Wagen nur noch mit 5 Sitzen der 1. Klasse und 21 Sitzen der 2. Klasse ausgestattet. Dabei wurde bei dem Umbau das ½ Abteil der 1. Klasse in eines der 2. Klasse mit dann 7 Sitzen umgebaut. Durchgänge in den Abteilen ermöglichten von allen Plätzen aus den Zugang zu einem der beiden Aborte. Die ursprüngliche Reihung der Abteile war, von der Bremserhausseite aus, B – Abort – B – A – Abort – A.
Die Beleuchtung erfolgte durch Gasleuchten. Die für die Versorgung notwendigen zwei Gasbehälter von je 380 Liter waren in Längsrichtung am Untergestell befestigt. Die Beheizung erfolgte über Dampf. Belüftet wurden die Wagen durch statische Dachlüfter sowie durch versenkbare Fenster.

## Skizzen, Musterblätter, Fotos

Ansicht zu Blatt 51 aus dem WV von 1897
Ansicht zu Blatt 58 aus dem WV von 1913

## Wagennummern
| Blatt-Nr. Herstelld. | Blatt-Nr. Herstelld. | Gattungszeichen je Epoche Wagennummern je Epoche (mit Direktionsangaben) | Gattungszeichen je Epoche Wagennummern je Epoche (mit Direktionsangaben) | Gattungszeichen je Epoche Wagennummern je Epoche (mit Direktionsangaben) | Gattungszeichen je Epoche Wagennummern je Epoche (mit Direktionsangaben) | Gattungszeichen je Epoche Wagennummern je Epoche (mit Direktionsangaben) | Gattungszeichen je Epoche Wagennummern je Epoche (mit Direktionsangaben) | Gattungszeichen je Epoche Wagennummern je Epoche (mit Direktionsangaben) | Fahrwerk      | Fahrwerk | Fahrwerk                  | Fahrwerk                  | Fahrwerk                  | Ausstattung               | Ausstattung               | Ausstattung                          | Ausstattung                          | Ausstattung                          | Ausstattung                          | Ausstattung                          | Ausstattung | Ausstattung | Zusatzinfos    | Zusatzinfos |
| Bau- jahr            | Her- steller         | ab 1907                                                                  | Rep. (1919)                                                              | DR (ab 1923)                                                             | DRG (ab 1930)                                                            | DRG n. Umbau                                                             | Ausge- mustert                                                           | letzt. Heimat-Bf.                                                        | Anz. Ach- sen | LüP (mm) | Unt. Gest.                | LA.                       | Brem- sen                 | Bl.                       | Hz.                       | Art u.Anz. Abteile (Sitze je Klasse) | Art u.Anz. Abteile (Sitze je Klasse) | Art u.Anz. Abteile (Sitze je Klasse) | Art u.Anz. Abteile (Sitze je Klasse) | Art u.Anz. Abteile (Sitze je Klasse) | Mil.        | Mil.        | Sig- nal- hlt. | Bemerkung   |
| Blatt-Nr. 058 051    | Blatt-Nr. 058 051    | AB                                                                       |                                                                          | AB3 Bay 87                                                               |                                                                          |                                                                          |                                                                          |                                                                          |               |          | (siehe jeweilige Legende) | (siehe jeweilige Legende) | (siehe jeweilige Legende) | (siehe jeweilige Legende) | (siehe jeweilige Legende) | A                                    | 1.                                   | 2.                                   | 3.                                   | 4.                                   | O           | M           |                |             |
| -------------------- | -------------------- | ------------------------------------------------------------------------ | ------------------------------------------------------------------------ | ------------------------------------------------------------------------ | ------------------------------------------------------------------------ | ------------------------------------------------------------------------ | ------------------------------------------------------------------------ | ------------------------------------------------------------------------ | ------------- | -------- | ------------------------- | ------------------------- | ------------------------- | ------------------------- | ------------------------- | ------------------------------------ | ------------------------------------ | ------------------------------------ | ------------------------------------ | ------------------------------------ | ----------- | ----------- | -------------- | ----------- |
| 1887                 |                      | 623                                                                      |                                                                          |                                                                          |                                                                          |                                                                          | < /1920                                                                  |                                                                          | 3             | 10.424   | E                         | A4                        | Pl, Wsbr                  | G                         | D                         | 2                                    | 8 5                                  | 14 21                                |                                      |                                      |             |             |                |             |
| 1887                 | 624                  |                                                                          |                                                                          |                                                                          |                                                                          | < /1920                                                                  |                                                                          |                                                                          | 3             | 10.424   | E                         | A4                        | Pl, Wsbr                  | G                         | D                         | 2                                    | 8 5                                  | 14 21                                |                                      |                                      |             |             |                |             |
| 1887                 |                      | 625                                                                      |                                                                          |                                                                          |                                                                          |                                                                          | < /1920                                                                  |                                                                          | 3             | 10.424   | E                         | A4                        | Pl, Wsbr, LS              | G                         | D                         | 2                                    | 8 5                                  | 14 21                                |                                      |                                      |             |             |                | Rayl-Signal |
| 1887                 | 626                  |                                                                          |                                                                          |                                                                          |                                                                          | ??/1930                                                                  |                                                                          |                                                                          | 3             | 10.424   | E                         | A4                        | Pl, Wsbr, LS              | G                         | D                         | 2                                    | 8 5                                  | 14 21                                |                                      |                                      |             |             |                | Rayl-Signal |
| 1887                 | 627                  |                                                                          |                                                                          |                                                                          |                                                                          | ??/1930                                                                  |                                                                          |                                                                          | 3             | 10.424   | E                         | A4                        | Pl, Wsbr, LS              | G                         | D                         | 2                                    | 8 5                                  | 14 21                                |                                      |                                      |             |             |                | Rayl-Signal |
| 1887                 | 628                  |                                                                          |                                                                          |                                                                          |                                                                          | ??/1930                                                                  |                                                                          |                                                                          | 3             | 10.424   | E                         | A4                        | Pl, Wsbr, LS              | G                         | D                         | 2                                    | 8 5                                  | 14 21                                |                                      |                                      |             |             |                | Rayl-Signal |
| 1887                 | 629                  |                                                                          |                                                                          |                                                                          |                                                                          | ??/1930                                                                  |                                                                          |                                                                          | 3             | 10.424   | E                         | A4                        | Pl, Wsbr, LS              | G                         | D                         | 2                                    | 8 5                                  | 14 21                                |                                      |                                      |             |             |                | Rayl-Signal |
| 1887                 | 630                  |                                                                          |                                                                          |                                                                          |                                                                          | ??/1930                                                                  |                                                                          |                                                                          | 3             | 10.424   | E                         | A4                        | Pl, Wsbr, LS              | G                         | D                         | 2                                    | 8 5                                  | 14 21                                |                                      |                                      |             |             |                | Rayl-Signal |
| 1887                 | 631                  |                                                                          |                                                                          |                                                                          |                                                                          | < /1913                                                                  |                                                                          |                                                                          | 3             | 10.424   | E                         | A4                        | Pl, Wsbr, LS              | G                         | D                         | 2                                    | 8 5                                  | 14 21                                |                                      |                                      |             |             |                | Rayl-Signal |
| 1887                 | 632                  |                                                                          |                                                                          |                                                                          |                                                                          | < /1913                                                                  |                                                                          |                                                                          | 3             | 10.424   | E                         | A4                        | Pl, Wsbr, LS              | G                         | D                         | 2                                    | 8 5                                  | 14 21                                |                                      |                                      |             |             |                | Rayl-Signal |
| 1887                 | 633                  |                                                                          |                                                                          |                                                                          |                                                                          | <?/1930                                                                  |                                                                          |                                                                          | 3             | 10.424   | E                         | A4                        | Pl, Wsbr, LS              | G                         | D                         | 2                                    | 8 5                                  | 14 21                                |                                      |                                      |             |             |                | Rayl-Signal |
| 1887                 | 634                  |                                                                          |                                                                          |                                                                          |                                                                          | <?/1930                                                                  |                                                                          |                                                                          | 3             | 10.424   | E                         | A4                        | Pl, Wsbr, LS              | G                         | D                         | 2                                    | 8 5                                  | 14 21                                |                                      |                                      |             |             |                | Rayl-Signal |
| 1887                 | 635                  |                                                                          |                                                                          |                                                                          |                                                                          | <?/1930                                                                  |                                                                          |                                                                          | 3             | 10.424   | E                         | A4                        | Pl, Wsbr, LS              | G                         | D                         | 2                                    | 8 5                                  | 14 21                                |                                      |                                      |             |             |                | Rayl-Signal |
| 1887                 |                      | 636                                                                      |                                                                          |                                                                          |                                                                          |                                                                          | < /1920                                                                  |                                                                          | 3             | 10.424   | E                         | A4                        | Pl, Wsbr, LS              | G                         | D                         | 2                                    | 8 5                                  | 14 21                                |                                      |                                      |             |             |                |             |
| 1887                 |                      | 644                                                                      |                                                                          |                                                                          |                                                                          |                                                                          | < /1920                                                                  |                                                                          | 3             | 10.424   | E                         | A4                        | Pl, Wsbr                  | G                         | D                         | 2                                    | 8 5                                  | 14 21                                |                                      |                                      |             |             |                |             |
| 1887                 | 645                  |                                                                          |                                                                          |                                                                          |                                                                          | < /1920                                                                  |                                                                          |                                                                          | 3             | 10.424   | E                         | A4                        | Pl, Wsbr                  | G                         | D                         | 2                                    | 8 5                                  | 14 21                                |                                      |                                      |             |             |                |             |
| 1887                 | 646                  |                                                                          |                                                                          |                                                                          |                                                                          | <?/1930                                                                  |                                                                          |                                                                          | 3             | 10.424   | E                         | A4                        | Pl, Wsbr                  | G                         | D                         | 2                                    | 8 5                                  | 14 21                                |                                      |                                      |             |             |                |             |
| 1887                 | 647                  |                                                                          |                                                                          |                                                                          |                                                                          | <?/1930                                                                  |                                                                          |                                                                          | 3             | 10.424   | E                         | A4                        | Pl, Wsbr                  | G                         | D                         | 2                                    | 8 5                                  | 14 21                                |                                      |                                      |             |             |                |             |
| 1887                 | 648                  |                                                                          |                                                                          |                                                                          |                                                                          | <?/1930                                                                  |                                                                          |                                                                          | 3             | 10.424   | E                         | A4                        | Pl, Wsbr                  | G                         | D                         | 2                                    | 8 5                                  | 14 21                                |                                      |                                      |             |             |                |             |
| 1887                 | 649                  |                                                                          |                                                                          |                                                                          |                                                                          | <?/1930                                                                  |                                                                          |                                                                          | 3             | 10.424   | E                         | A4                        | Pl, Wsbr                  | G                         | D                         | 2                                    | 8 5                                  | 14 21                                |                                      |                                      |             |             |                |             |
| 1887                 | 650                  |                                                                          |                                                                          |                                                                          |                                                                          | <?/1930                                                                  |                                                                          |                                                                          | 3             | 10.424   | E                         | A4                        | Pl, Wsbr                  | G                         | D                         | 2                                    | 8 5                                  | 14 21                                |                                      |                                      |             |             |                |             |
| 1887                 | 651                  |                                                                          |                                                                          |                                                                          |                                                                          | <?/1930                                                                  |                                                                          |                                                                          | 3             | 10.424   | E                         | A4                        | Pl, Wsbr                  | G                         | D                         | 2                                    | 8 5                                  | 14 21                                |                                      |                                      |             |             |                |             |